# David Martínez (calciatore 2004)
Rubén David Martínez (Avellaneda, 14 giugno 2004) è un calciatore argentino, centrocampista dell'Independiente.

## Caratteristiche tecniche
Gioca come centrocampista difensivo.

## Carriera
Martínez è cresciuto nel settore giovanile dell'Independiente, con cui ha debuttato il 4 giugno 2023 nell'incontro di Primera División perso 2-1 contro il Godoy Cruz. Il 27 settembre seguente ha firmato un contratto professionistico valido fino al 2026.

## Statistiche

### Presenze e reti nei club
Statistiche aggiornate al 3 maggio 2025.
| Stagione        | Squadra         | Campionato      | Campionato | Campionato | Coppe nazionali | Coppe nazionali | Coppe nazionali | Coppe continentali | Coppe continentali | Coppe continentali | Altre coppe | Altre coppe | Altre coppe | Totale | Totale | Totale |
| Stagione        | Squadra         | Comp            | Pres       | Reti       | Comp            | Pres            | Reti            | Comp               | Pres               | Reti               | Comp        | Pres        | Reti        | Pres   | Reti   |        |
| --------------- | --------------- | --------------- | ---------- | ---------- | --------------- | --------------- | --------------- | ------------------ | ------------------ | ------------------ | ----------- | ----------- | ----------- | ------ | ------ | ------ |
| 2023            | Independiente   | PD              | 2          | 0          | CA+CdL          | 0+3             | 0               | -                  | -                  | -                  | -           | -           | -           | 5      | 0      |        |
| 2024            | Independiente   | PD              | 22         | 0          | CA+CdL          | 4+12            | 0               | -                  | -                  | -                  | -           | -           | -           | 38     | 0      |        |
| 2025            | Independiente   | PD              | 1          | 0          | CA              | 1               | 0               | CS                 | 0                  | 0                  | -           | -           | -           | 2      | 0      |        |
| Totale carriera | Totale carriera | Totale carriera | 25         | 0          |                 | 20              | 0               |                    | 0                  | 0                  |             | -           | -           | 45     | 0      |        |